# Distretto di Olmos
Il distretto di Olmos è uno dei dodici distretti della provincia di Lambayeque, in Perù. Si trova nella regione di Lambayeque e si estende su una superficie di 5.335,25 chilometri quadrati.

Ha per capitale la città di Olmos e contava 36.548 abitanti nel censimento del 2005.